# Kostel Povýšení svatého Kříže (Petrovaradín)
Kostel Povýšení svatého Kříže (chorvatsky Crkva Uzvišenja sv. Križa, srbsky Црква Узвишења Светог крижа) se nachází v Petrovaradíně, v blízkosti města Novi Sad, v Srbsku. Přesněji je umístěn mezi dnešními ulicemi Arčibalda Rajsa a Koste Nađa. Kostel je římskokatolický. Až do roku 1777 jej spravovali jezuité. Zcela byl přebudován v roce 1812. Významným prvkem jsou dvě sochy sv. Jeronýma, které byly odhaleny v roce 1925. V zahradě se nachází také socha Jana Nepomuckého. Uvnitř budovy kostela se nachází barokní výzdoba.
Kostel administrativně spadá pod biskupství v Subotici. Nachází se v městském bloku, přístpuný je z ulice Koste Nađa zahradou.
Kostel slouží římskokatolické komunitě Nového Sadu, která je většinově chorvatské národnosti.